# منقعة الشاي
منقعة الشاي هي أداة لاحتواء أوراق الشاي الكاملة والمجففة للنقع أو الغلي ووضعها في كوب أو إبريق شاي مملوء بماء ساخن؛ تُسمى غالبًا بكرة الشاي (teaball) أو صانع الشاي (tea maker) وأحيانًا بيضة الشاي (tea egg). اكتسبت منقعة الشاي شعبية في النصف الأول من القرن التاسع عشر. تساعد منقعة الشاي على نقع الشاي بسهولة باستخدام فتات أوراق الشاي وأوراق الشاي المكسورة.

## الاستخدامات

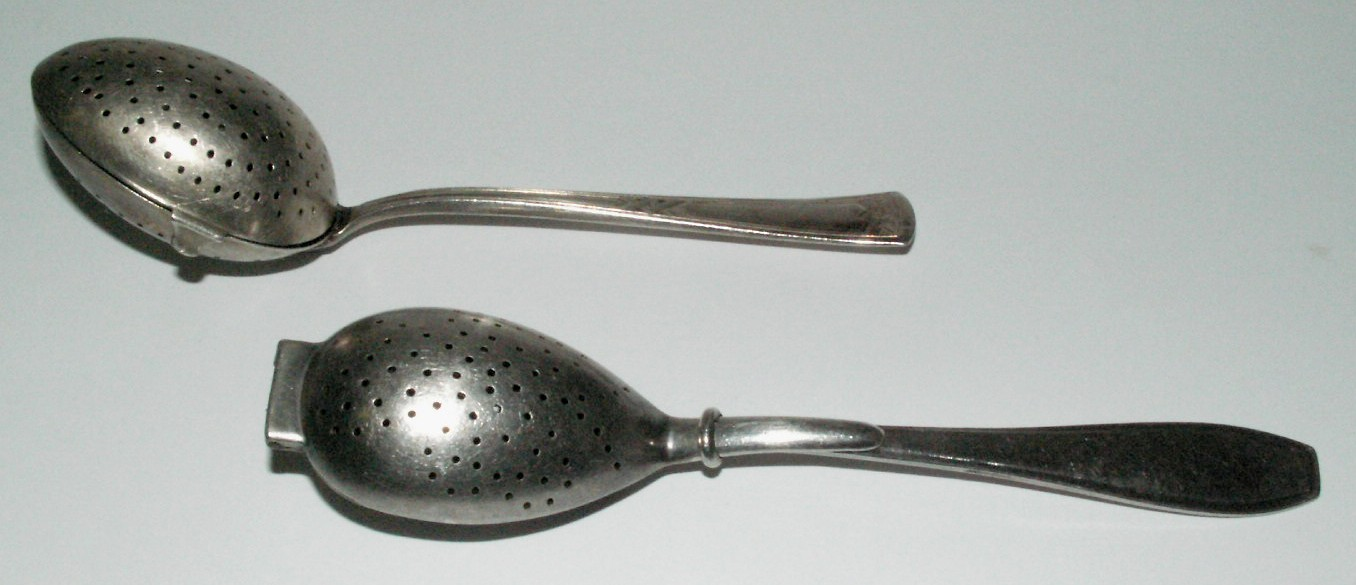
صورة توضح منقعة الشاي

تؤدي منقعة الشاي وظيفة مشابهة لأكياس الشاي، وهي اختراع أمريكي لاحق. غالباً ما تكون منقعة الشاي مصنوعة من شبك سلكي صغير أو حاوية معدنية مثقوبة أو ملعقة مغطاة تحتوي على أوراق شاي بأحجام مختلفة لنقع حصص فردية أو متعددة في آن واحد. تشمل الأشكال الشائعة لمناقع الشاي الشكل الكروي والمخروطي والأسطواني. أحد تصاميم مناقع الشاي يتألف من كرة مشطورة بمقابض شبيهة بالملقط لفتح الحاوية الشبكية.
توضع المنقعة في كوب أو إبريق من الماء الساخن أو المغلي مما يتيح تخمير الشاي دون تناثر أوراق الشاي المفروطة في الإبريق أو الكوب. عادةً ماتكون المنقعة موصولة بقضيب أو سلسلة لتسهيل سحبها من الإبريق أو الكوب. قد لا تلتقط المنقعة ذات الثقوب الكبيرة جميع الأوراق مما يستدعي استخدام مصفاة شاي منفصلة لإزالة الأجزاء المتبقية.
إن المنقعة التي تنتج جاذبية أكبر من طفو المواد العائمة التي تحملها تغطس. ويزداد الضغط مع العمق نتيجة وزن السائل فوقها. وبالتالي يكون الضغط في قاع إناء طويل يحتوي على سائل أكبر من الضغط الموجود في الجزء العلوي منه.

### استخدامات أخرى

#### تشرب الماء السريع
يستغرق تشرب الماء نصف الوقت للمادة التي تطفو بنصف جسمها فوق سطح الماء عند غمرها باستخدام مصفاة.
عادة ما تكون البذور معالجة قبل بذرها للتأكد من نباتها بنجاح. يعد تشرب البذرة للماء عبر غشاء قشرتها الخطوة الأولى في عملية الإنبات في معظم البذور. يمكن غمر البذور باستخدام منقعة، بما في ذلك استخدام معالجة الماء الساخن لأنواع البذور المُتحمّلة. يمكن وزن البذور بمقياس مليغرام قبل غمرها وبعد غمرها لمعرفة مدى اكتفائها من تشرب الماء. يمكن فحص البذور العائمة عند ترسبها داخل منقعة شبكية مغمورة داخل وعاء شفاف عن طريق رجها. لن تنبت البذور التي لا تمتص الماء ويجب تعديلها بمزيد من الخدوش.
بالإضافة إلى ذلك، يمكن أن تكون المعالجة بالماء الساخن عند 90 درجة مئوية مدة 90 ثانية ثم غطسها في الماء البارد مدة 30 ثانية طريقة فعالة لتطهير البذور من الإشريكية القولونية O157: H7 والسالمونيلا.

## أنواع

### كرة

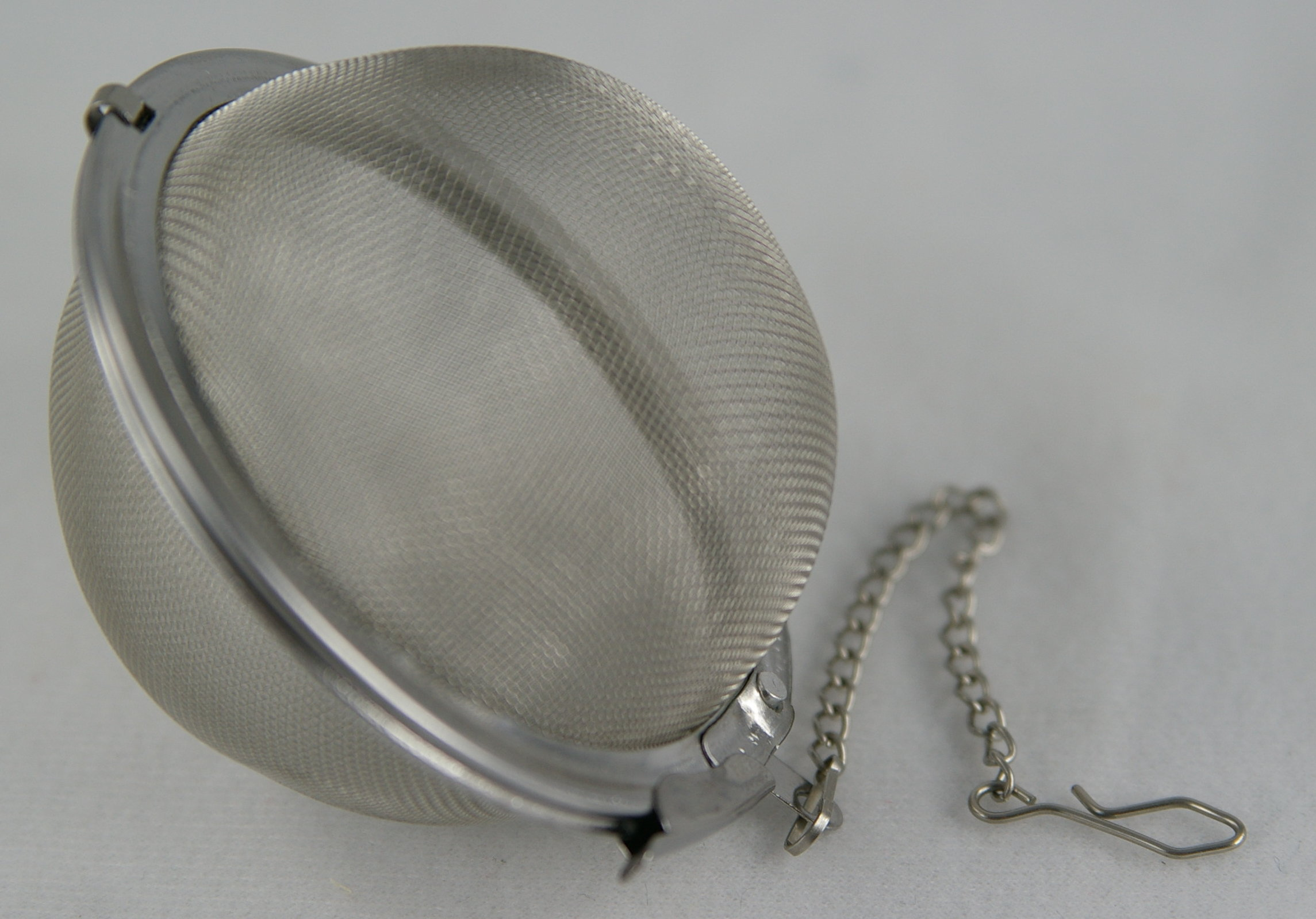
منقعة شاي على هيئة كرة شبكية

تُزال المنقعة الكروية مع أوراق الشاي من الإبريق.

#### كرة قابلة للاغلاق بمقبض

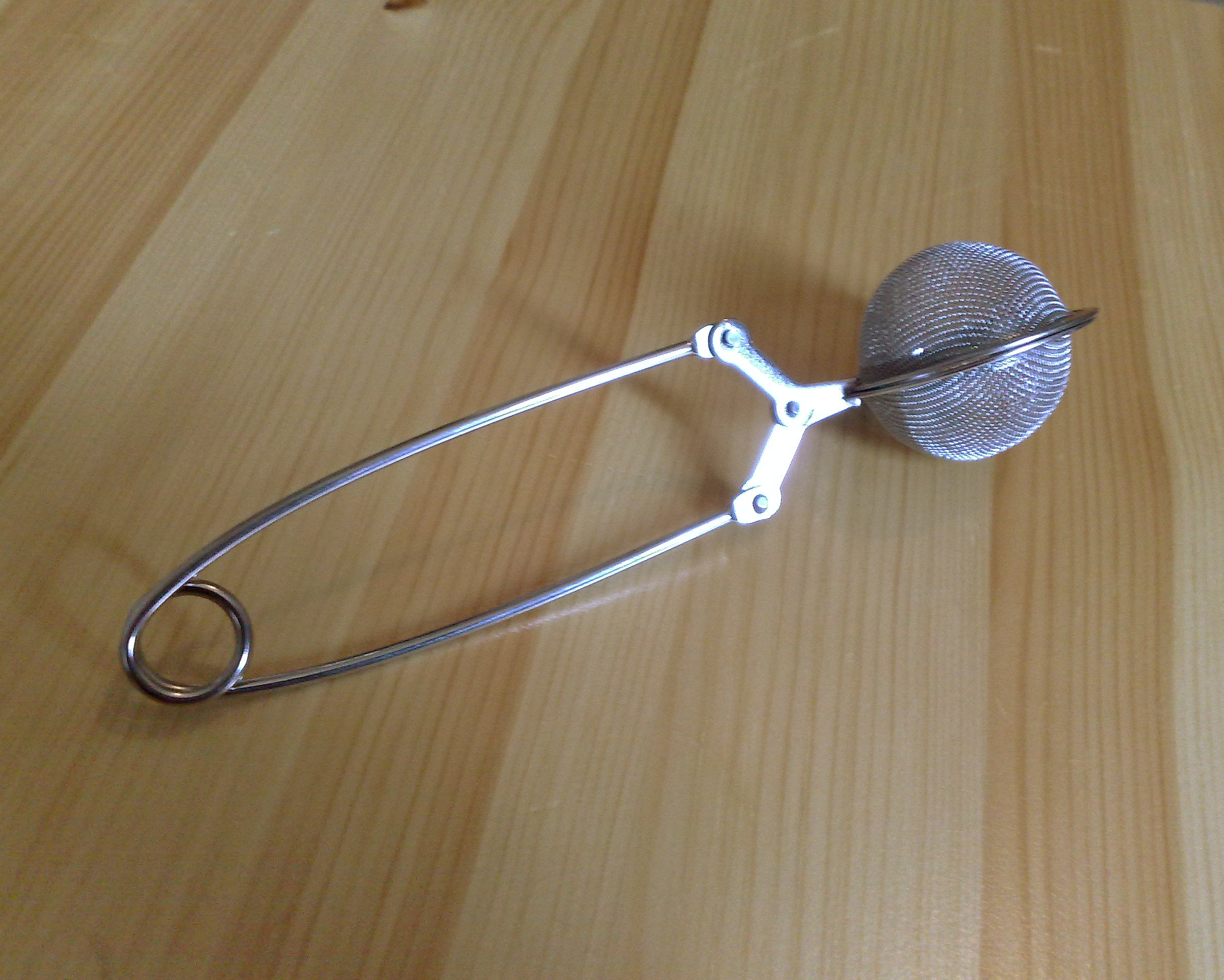
منقعة شاي كروية بمقبض.

تُغلق منقعة الشاي الكروية ذات المقبض تلقائيًا بقوة نهاية المقبض الذي يدور مثل الزنبرك. إن صناعة مقبض الزنبرك يتطلب مزيداً من المعدن، لذا عادة ما تكلف هذه المنقعة أكثر من المنقعة الكروية العادية.
إن المقبض المتصل بمنقعة الشاي الكروية القابلة للإغلاق يجعلها عملية أكثر:
- يمكن استخدامها كملعقة لخلط المحاليل التي ستذيب محتواها أسرع من منقعة شاي بدون مقبض.
- يمكن التخلص من الهواء الموجود داخل منقعة الشاي الكروية القابلة للإغلاق عن طريق هز المقبض بمجرد وضعه في السائل، للتأكد من غمر جميع محتويات الكرة بالسائل.

### منقعة شاي بمكبس
تُترك منقعة الشاي ذات المكبس  في الإبريق بعد اكتمال عملية التخمير.

#### البدائل

##### مكبس القهوة الفرنسي
يمكن استخدام مكبس القهوة الفرنسي كمنقعة شاي على أن استخدامه لذلك الغرض ليس شائعاً. وعلى أية حال، تٌنقع معظم أنواع الشاي فترة محدودة ثم تُزال من الماء حتى لا يصبح المشروب مرًا. 
gōngfu chá (功夫 茶) هي طريقة حديثة لنقع الشاي في الصين، إذ يمكن نقع الشاي باستخدام gàiwǎn (盖碗)، أو إبريق الشاي (茶壶) أو gōngdào bēi (公道 杯).